# OMÁV Ia
A StEG II 161-190 egy gyorsvonati szerkocsis gőzmozdonysorozat volt a z Osztrák–Magyar Államvasút-Társaságnál (OMÁV) (Staats-Eisenbahn-Geselschaft, StEG)

## Története
A StEG ezt a saját mozdonygyárában készült 30 db, 90 típusjelű  mozdonyt az Ia sorozatba osztotta. A szállítás a következő ütemezésben történt: 1886 tíz db, 1887 kettő, 1890 tíz, és négy-négy 1895-1896-ban. Hasonló az i. sorozathoz, de nagyobb kerekekkel készült és további jelentéktelen eltérésekkel a gépezetnél.
A mozdonyok Prágába és Česká Třebovába voltak állomásítva.
Az osztrák és magyar pályaszakaszok szétválasztásakor a mozdonyok az osztrák részen maradtak (StEG 24 sorozat). A StEG 1909-es államosításakor a kkStB a 205 sorozatba osztotta őket. Az első világháború után a megmaradt 29 mozdony a Csehszlovák Államvasutakhoz (ČSD) került, de csak 23  lett a ČSD 254.3 sorozatba beszámozva. A ČSD a sorozat utolsó mozdonyát 1930-ban selejtezte.

## Fordítás
- Ez a szócikk részben vagy egészben  a   StEG 161-190 című német Wikipédia-szócikk fordításán alapul.  Az eredeti cikk szerkesztőit annak laptörténete sorolja fel. Ez a jelzés csupán a megfogalmazás eredetét és a szerzői jogokat jelzi, nem szolgál a cikkben szereplő információk forrásmegjelöléseként.